# Bô Yin Râ
Joseph Anton Schneiderfranken o Bô Yin Râ (Aschaffenburg, 25 novembre 1876 – Massagno, 14 febbraio 1943) è stato uno scrittore, esoterista e pittore tedesco.

## Biografia
Nella giovinezza si dedicò alla pittura frequentando varie accademie in Germania e in Francia. Fu anche allievo del pittore tedesco Hans Thoma. Viaggiò molto in Europa e visse per un certo periodo in Grecia, dove oltre a dedicarsi alla pittura iniziò a scrivere le sue opere. Si trasferì più tardi, con la sua numerosa famiglia, vicino al Lago di Lugano in Svizzera, dove continuò a scrivere, pubblicando col nome di Bô Yin Râ, che più che uno pseudonimo può essere considerato un vero e proprio nome iniziatico, forse suggerito da uno dei suoi maestri.
Di corporatura grande e robusta, se si prescinde dalla profondità  e serena contemplazione dello sguardo, è difficile immaginare quest'uomo come l'autore di quadri così sereni e ispirati e di scritti di carattere iniziatico ed esoterico così profondi e al contempo così umani. Nella sua esperienza di vita ci sono molti punti di contatto con quella dello scrittore Hermann Hesse. Entrambi originari del sud della Germania si trasferiscono nel Canton Ticino vicino al lago di Lugano (H. Hesse a Montagnola). Entrambi dipingono e scrivono ed entrambi sono legati, nella vita e nelle loro opere, alla spiritualità orientale (Vedi per Hesse i romanzi Siddharta e Il gioco delle perle di vetro). L'unica differenza sostanziale, è proprio nel diverso valore delle loro opere; decisamente più letterario quello delle opere di Hesse, più legato ad un viaggio iniziatico di natura filosofico-religiosa invece quello delle opere di Bô Yin Râ.
Il messaggio sostanziale del cammino iniziatico di Bô Yin Râ può essere sintetizzato nell'invito a cercare il Dio vivente dentro sé stessi attraverso un lavoro di meditazione, riconoscimento e sviluppo delle proprie forze interiori. Tutto questo senza la necessità di cercare gruppi o congreghe religiose o iniziatiche a cui unirsi, ma fidando nell'aiuto spirituale di quelli che Bô Yin Râ chiama "i Radianti della Luce", entità spiritualmente più evolute che possono guidare chi è sul cammino verso il Dio vivente o direttamente attraverso un contatto interiore o anche in modo esteriore attraverso persone già avviate sullo stesso cammino come lo stesso Bô Yin Râ.

## Opere
A parte Il libro del Dio vivente edito da Basaia nel 1987 e più volte ristampato sembra non vi siano al momento altre traduzioni in italiano delle sue 32 opere spirituali. Qui sotto la lista  in tedesco, con il titolo tradotto in italiano e l'indicazione della loro prima edizione. Di alcuni di questi libri, esistono anche edizioni in inglese e in francese.

### Lista delle opere
- 1 Das Buch vom lebendigen Gott, Verlag der weißen Bücher, 1919 - Il libro del Dio vivente, Basaia, 1987
- 2 Das Buch vom Jenseits, Verlag der weißen Bücher, 1920 (Il libro dell'aldilà)
- 3 Das Buch vom Menschen, Verlag der weißen Bücher, 1920 (Il libro dell'uomo)
- 4 Das Buch vom Glück, Verlag der weißen Bücher, 1920 (Il libro della felicità)
- 5 Das Buch der Gespräche, Verlag der weißen Bücher, 1920 (Il libro dei colloqui)
- 6 Das Geheimnis, Verlag der weißen Bücher, 1921 (La via segreta)
- 7 Mehr Licht, Magische Blätter, 1921 (Più luce)
- 8 Das Buch der Liebe, Verlag der weißen Bücher, 1922 (Il libro dell'amore)
- 9 Das Mysterium von Golgatha, Magische Blätter, 1922 (Il mistero del Golgotha)
- 10 Funken - Mantrapraxis, 1922, (Scintille - La pratica dei mantra)
- 11 Welten, eine Folge kosmischer Gesichte, Rhein-Verlag, 1922 (I mondi come conseguenza di espressioni cosmiche)
- 12 Worte des Lebens, Greiner und Pfeiffer, 1923 (Parole di vita)
- 13 Der Weg zu Gott, Rhein-Verlag, 1924 (Il cammino verso dio)
- 14 Das Buch des Trostes, Verlag der weißen Bücher, 1924 (Il libro della consolazione)
- 15 Geist und Form, Greiner und Pfeiffer, 1924 (Spirito e forma)
- 16 Psalmen, Verlag der weißen Bücher, 1924 (I salmi)
- 17 Die Wiesheit des Johannes, Rhein-Verlag, 1924 (La saggezza di Giovanni)
- 18 Kultmagie und Mythos, Magische Blätter, 1924 (Magia del culto e mito)
- 19 Das Hohe Ziel, Magische Blätter, 1925 (La meta suprema)
- 20 Die Ehe, Richard Hummel, 1925 (Il matrimonio)
- 21 Auferstehung, Richard Hummel, 1926 (Resurrezione)
- 22 Das Gebet - So sollt ihr beten, Richard Hummel, 1927 (La preghiera - pregate così)
- 23 Der Sinn des Daseins, Kober, 1927 (Il senso della vita terrestre)
- 24 Wegweiser, Kober, 1928 (Colui che mostra la via)
- 25 Das Gespenst der Freiheit, Kober 1930 (Lo spettro della libertà)
- 26 Der Weg meiner Schüler, Kober, 1932 (Il cammino dei miei adepti)
- 27 Das buch der königlichen Kunst, Kober, 1932 (Il libro dell'arte reale)
- 28 Über dem Alltag, Kober, 1934 (Della vita quotidiana)
- 29 Ewige Wirklichkeit, Kober, 1934 (La realtà eterna)
- 30 Leben im Licht, Kober, 1934 (Vivere nella luce)
- 31 Briefe an einem und Viele, Kober, 1935 (Lettere a uno e a molti)
- 32 Hortus Conclusus, Kober, 1936 (Hortus conclusus)

### Altri scritti
- Das Reich der Kunst, Kober, 1921 (Il regno dell'arte)
- Okkulte Rätsel, Magische blätter, 1923 (Enigmi occulti)
- Warum ich meinen Namen führe, Kober, 1927 (Perché porto questo nome)
- Über meine Schriften, Kober, 1930 (Dei miei scritti)
- Aus meiner Malerwerkstatt, Kober, 1932 (Dal mio atelier di pittura)
- In eigener Sache, Kober, 1935 (Del mio privato)
- Kodizill zu meinem geistigen Lehrwerk, Kober, 1937 (Codicillo al mio insegnamento spirituale)
- Marginalien, Kober, 1938 (Marginalia)
- Über die Gottlosigkeit, Kober, 1939 (Dell'ateismo)
- Geistige Relationen, Kober, 1939 (Rapporti spirituali)
- Mancherlei, Kober, 1939 (Miscellanea)
- Nachlese, Kober, 1990 (Selezione postuma in due volumi degli scritti di Bô Yin Râ)